# Roger Lumley (11e comte de Scarbrough)
Lawrence Roger Lumley, 11e comte de Scarbrough (27 juillet 1896 - 29 juin 1969) est un homme politique conservateur britannique et général de l'armée britannique.

## Jeunesse
Lumley est le fils du brigadier-général Osbert Lumley, le plus jeune enfant et fils du 9e comte. Il fréquente le collège d'Eton et le Magdalen College, à Oxford.

## Carrière
Lumley suit son père dans l'armée, entrant au Collège militaire royal de Sandhurst. Il est sous-lieutenant dans le 11th Hussars le 26 janvier 1916  et est promu lieutenant le 26 juillet 1917. Il sert en France pendant la Première Guerre mondiale. Il est démobilisé le 3 juin 1919, avec le grade de lieutenant, mais conserve une commission de lieutenant de réserve dans le 11th Hussars, en plus d'être attaché aux Yorkshire Dragoons. De 1920 à 1921, il est attaché à un contingent universitaire du Corps de formation des officiers (OTC), avec le grade local de capitaine.
Lumley siège à la Chambre des communes comme député de Kingston upon Hull East de 1922 à 1929, puis de York de 1931 à 1937. En 1923, il est secrétaire parlementaire privé de William Ormsby-Gore, de 1924–26 de Sir Austen Chamberlain, puis d'Anthony Eden. Le 8 mars 1931, il est promu capitaine dans les réserves des 11th Hussars et des Yorkshire Dragoons. Il est breveté au rang de major dans les Yorkshire Dragoons le 1er janvier 1937, et reçoit la Décoration d'Efficacité le 11 mai. En 1937, il est nommé gouverneur de Bombay, servant jusqu'en 1943, date à laquelle il est nommé Chevalier Grand Commandeur de l'Ordre de l'Étoile d'Inde. À son retour de l'Inde, Lumley est major-général par intérim pendant la Seconde Guerre mondiale. Après la guerre, il reste dans l'armée, en tant que colonel honoraire. Il devient comte de Scarbrough en 1945 après la mort de son oncle. Il est Lord-chambellan de 1952 à 1963 et chancelier de l'Université de Durham de 1958 à 1969. Il est fait chevalier de la jarretière en 1948.
En dehors de la politique, le comte a un vif intérêt pour les études asiatiques et africaines. Il préside la Commission interministérielle d'enquête sur les études orientales, slaves, est-européennes et africaines créée après la Seconde Guerre mondiale pour examiner comment la Grande-Bretagne pourrait maintenir et renforcer les liens qu'elle a tissés pendant la guerre dans les zones géographiques examinées par la Commission. Le rapport de la Commission, présenté en 1947, plaide pour un renforcement considérable de la capacité des départements universitaires à mener des recherches et des formations liées à ces domaines, et pour que des fonds importants soient mis à disposition à cette fin. Cependant, après cinq années de forte croissance après la présentation du rapport Scarbrough, en 1952, une grande partie du financement est retirée.
Lumley est initié à la franc-maçonnerie le 3 mai 1923 à Apollo University Lodge No 357 à Oxford. De 1951 à 1967, il est le Grand Maître de la Grande Loge Unie d'Angleterre, période pendant laquelle il est également nommé membre honoraire de l'Isaac Newton University Lodge lors de son centenaire.

## Famille
Lumley épouse Katherine Isobel McEwen, sœur de John McEwen (1er baronnet) le 12 juillet 1922 à St Margaret's, Westminster. Ils ont cinq enfants:
- Mary Constance Lumley (20 avril 1923 – 23 janvier 1998); mariée à Roger Fleetwood-Hesketh
- Elizabeth Lumley (22 juillet 1925); mariée à Christopher Beckett (4e baron Grimthorpe)
- Anne Katharine Gabrielle Lumley (16 novembre 1928 – 2006); mariée à Matthew White Ridley (4e vicomte Ridley), dont Matt Ridley.
- Richard Lumley (12e comte de Scarbrough) (5 décembre 1932 – 23 mars 2004); épouse Elizabeth Anne Ramsay (fille de Simon Ramsay (16e comte de Dalhousie))
- Jane Lily Serena Lumley (5 octobre 1935 – 15 mars 2016); épouse Hugh Wiley.